# Unione Sportiva Pro Lecce 1939-1940
Questa voce raccoglie le informazioni riguardanti l'Unione Sportiva Pro Lecce nelle competizioni ufficiali della stagione 1939-1940.

## Divise
| Casa |

## Rosa
| N. |                   | Ruolo | Calciatore        |
| -- | ----------------- | ----- | ----------------- |
|    | Italia (bandiera) | P     | Alferio Cubi      |
|    | Italia (bandiera) | D     | Luigi Caldarulo   |
|    | Italia (bandiera) | D     | F. Carlucci       |
|    | Italia (bandiera) | D     | Scopece           |
|    | Italia (bandiera) | D     | Paolo Ferreri     |
|    | Italia (bandiera) | D     | Guerrino Fumis    |
|    | Italia (bandiera) | D     | Giovanni Giannone |
|    | Italia (bandiera) | C     | Aldo Mainardi     |
|    | Italia (bandiera) | C     | Gambaro           |

| N. |                   | Ruolo | Calciatore        |
| -- | ----------------- | ----- | ----------------- |
|    | Italia (bandiera) | C     | Luigi Ursich      |
|    | Italia (bandiera) | C     | Giovanni Schito   |
|    | Italia (bandiera) | C     | Angelo Catesi     |
|    | Italia (bandiera) | C     | Michele Natale    |
|    | Italia (bandiera) | A     | Raffaele Anguilla |
|    | Italia (bandiera) | A     | Guerrino Bisogni  |
|    | Italia (bandiera) | A     | Onorio Raengo     |
|    | Italia (bandiera) | A     | Giovanni Busoni   |

## Fonte
- Stagione 1939-40 su WLecce.it, su wlecce.it.